# WHATWG
WHATWG (англ. Web Hypertext Application Technology Working Group — Робоча група з технологій застосування гіпертексту у Вебі) — вільна неофіційна асоціація виробників веббраузерів і сторін, зацікавлених в розробці нових технологій, яка має на меті надати авторам можливість писати і розміщувати програми через інтернет. Група заснована в 2004 виробниками браузерів Apple, Mozilla Foundation і Opera Software, незгодних з політикою стандартизації організації W3C. Основним напрямком спільноти є розвиток HTML і API, необхідних для сучасних вебзастосунків.
Метою групи є розробка стандарту HTML5. У січні 2011 року WHATWG ухвалила рішення відмовитися від згадки версії HTML5, замінивши її простою назвою HTML, за яким стандарт визначається в міру його розвитку..

## Історія
Робоча група WHATWG була сформована у 2004 провідними розробниками веббраузерів спеціально для розробки майбутніх стандартів HTML. Формування цієї групи було реакцією на дуже повільну роботу консорціуму W3C (World Wide Web Consortium), який до цього одноосібно займався розвитком і затвердженням всіх вебстандартів. На той момент ситуація була така, що всередині W3C вирішили, що перспективнішими і важливими напрямками є стандарти XML і XHTML, а HTML — це вже віджила технологія. 
В результаті подібних акцентів у розробці виникла стагнація в розвитку HTML, хоча реальна популярність і поширеність саме HTML тільки зростала, а реальні веброзробники не поспішали відмовлятися від цього вдалого стандарту розмітки. Ця нова створена робоча група WHATWG вельми оживила розробку HTML, більшою мірою самостійно підготувавши специфікацію популярного нині HTML5. W3C у свою чергу допомагала в його розробці, а після офіційно розпочала процес затвердження набору стандартів HTML5. З часом саме HTML5 набув вибухової популярності і найширшої підтримки, що призвело до перегляду внутрішніх пріоритетів в W3C. Консорціум висловив зацікавленість брати активну участь у розробці HTML5, нарівні з робочою групою WHATWG. 
Для вирішення ситуації, що склалася, була запропонована нова модель розробки, яка має такий вигляд. WHATWG сконцентрується на подальшій розробці HTML5, тобто буде відповідальна за виявлення помилок, пошук неоднозначностей, а також за їх оперативне виправлення. Також ця група буде вносити всі необхідні нові функції, потреба в яких буде очевидна і широко затребувана співтовариством. Цю гілку HTML5 умовилися називати "Living Standard", або говорячи іншими словами, "гілкою поточної розробки". З іншого боку, консорціум W3C буде періодично виконувати свого роду "зрізи", виділяючи найстабільніші і вдалі версії HTML5 в цій "живий" гілці, документуючи їх і проводячи технічну ревізію, в результаті затверджуючи їх як якусь офіційну підверсію HTML5.
Незважаючи на всю зовнішню відносну логічність цієї схеми, деякі експерти наголошують, що робота над одним і тим же стандартом відразу двох незалежних і вельми різних за структурою організацій може призвести у підсумку до розпаду специфікації HTML5 на два незалежних стандарти.
У січні Ян Гіксон (Ian Hickson), творець специфікації HTML5, автор тестів Acid і співавтор специфікацій CSS, від імені спільноти WHATWG анонсував деякі суттєві зміни у формуванні стандарту HTML5. Найважливішою зміною стала відмова від нумерації версій HTML — замість HTML5 в специфікаціях відтепер буде просто вказуватися "HTML". Більш того, поновлення стандарту тепер будуть випускатися в безперервному циклі, без явної фіксації версій, без попереднього тестування чорнових варіантів і проведення їхніх публічних обговорень. Специфікації HTML5 розвиватимуться поступально і постійно підтримуватися в актуальному стані. Сам процес розширення специфікацій залишається незмінним, оскільки практика безперервного внесення змін у внутрішні документи практикується вже кілька років. Зміна полягає лише в перетворенні подібних внутрішніх специфікацій в основні і відмову від періодичного випуску попередніх зрізів.
Відповідно до плану розвитку стандарту HTML5, представленим у вересні консорціумом W3C, фінальні специфікації HTML 5.0 будуть опубліковані в четвертому кварталі 2014 року, після чого почнеться робота над стандартом HTML 5.1, який планується випустити в кінці 2016 року. 
Стандарт HTML5 планується сформувати в два етапи і оформити його за модульним принципом, що означає наявність набору самодостатніх специфікацій, що розвиваються різними робочими групами. У HTML 5.0 будуть включені специфікації які будуть стабілізовані і погоджені до 2014 року, інші специфікації, з яких у процесі підготовки HTML 5.0 залишаться невирішені проблеми, будуть відкладені і включені до складу стандарту HTML 5.1. Таким чином в стандарт HTML5 поступово, у міру готовності, будуть включатися нові специфікації та розширення.

## Виноски
1. ↑  https://html.spec.whatwg.org/multipage/
2. ↑  Steering Group Agreement — WHATWG. whatwg.org. WHATWG. Архів оригіналу за 5 липня 2020. Процитовано 5 липня 2020.
3. 1 2  HTML is the new HTML5. Архів оригіналу за 6 жовтня 2019. Процитовано 21 вересня 2012.
4. ↑  Новостная служба Ferra (2011-1-20). HTML5 присвоили статус "просто HTML" (рос.). Ferra. Архів оригіналу за 26 липня 2012. Процитовано 2011-1-20.
5. ↑  Раскол между W3C и WHATWG может привести к развитию двух независимых стандартов HTML5. Архів оригіналу за 4 жовтня 2012. Процитовано 21 вересня 2012.
6. ↑  Спецификации HTML5 переходят к непрерывному циклу обновлений. Архів оригіналу за 5 жовтня 2012. Процитовано 21 вересня 2012.
7. ↑  Plan 2014. Архів оригіналу за 25 грудня 2016. Процитовано 21 вересня 2012. [Архівовано 2016-12-25 у Wayback Machine.]
8. ↑  Консорциум W3C планирует выпустить стандарт HTML 5.0 в конце 2014 года. Архів оригіналу за 25 вересня 2012. Процитовано 21 вересня 2012.